# Madelaine Petsch
Madelaine Grobbelaar Petsch (Port Orchard, 18 agosto 1994) è un'attrice, youtuber e modella statunitense nota per aver interpretato il ruolo di Cheryl Blossom nella serie televisiva Riverdale e di Maya Lucas nella trilogia sequel standalone horror di The Strangers (diretta da Renny Harlin), e per il suo canale YouTube, che conta più di sei milioni di iscritti.

## Biografia

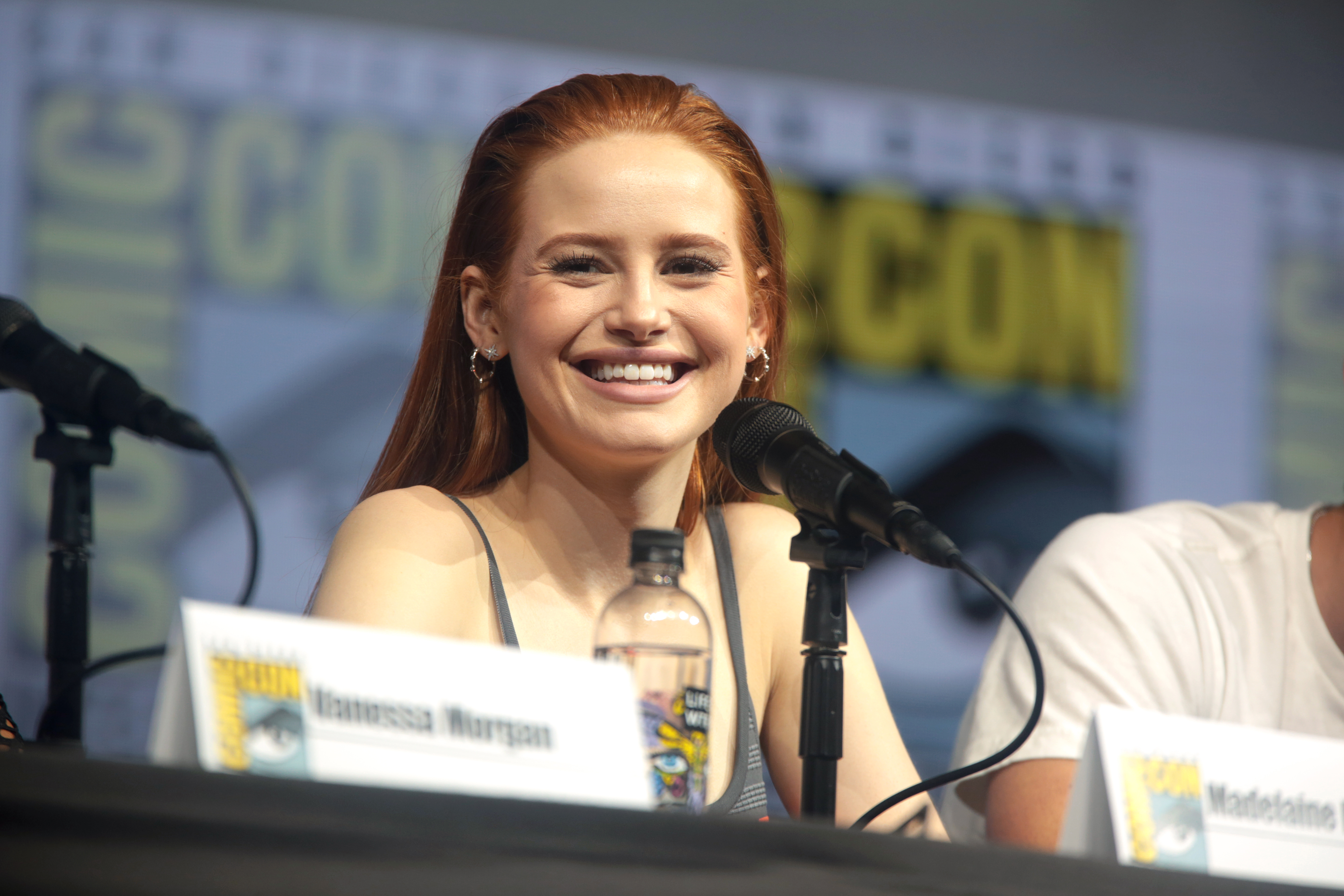
Madelaine Petsch al Comic Con 2018

Petsch è nata a Port Orchard il 18 Agosto 1994. All'età di 3 anni, ha sviluppato una passione per la danza, ha cominciato a prendere lezioni diventando molto competitiva. Ha vissuto in Sud Africa per dieci anni prima di tornare a Los Angeles all'età di 18 anni per iniziare la sua carriera cinematografica.
Ha frequentato la Tacoma School of the Arts.
Ha un fratello, Shaun Petsch.. Ha avuto una relazione di 3 anni con Travis Mills.
La sua prima comparsa è stata per una campagna pubblicitaria della Coca-Cola nel 2014.
Ha collaborato con Privé Revaux (marca che produce occhiali da sole) per creare la sua linea personalizzata di occhiali da sole.
Nel 2015, Madelaine muove i primi passi nel cinema come comparsa nel film di fantascienza The Hive e nella serie Instant mom. Nel 2016 è entrata a far parte del cast di Riverdale, serie tv basata sui fumetti Archie Comics, dove interpreta il ruolo di Cheryl Blossom.
Petsch ha un canale YouTube, ha affermato che ha aperto il canale per fare in modo che i fan potessero conoscerla davvero, anche al di fuori della recitazione.

## Vita privata
È vegana dall'età di 14 anni, dopo che è cresciuta in una famiglia vegetariana.
Ha anche partecipato a una campagna di sensibilizzazione per PETA.
Riguardo al suo orientamento sessuale, ha dichiarato di non etichettarsi. Dal 2017 al 2020 ha avuto una relazione con il cantante Travis Mills. Nel 2025 inizia una relazione con il rapper Tyga.

## Filmografia

### Attrice

#### Cinema
- The Hive, regia di David Yarovesky (2014)
- The Curse of Sleeping Beauty, regia di Pearry Reginald Teo (2016)
- F the Prom (F*&% the Prom) regia di Benny Fine (2017)
- Polaroid, regia di Lars Klevberg (2019)
- Sightless, regia di Cooper Karl (2020)
- Jane, regia di Sabrina Jalgom (2022)
- La scelta del destino (About Fate), regia di Marius Balchunas (2022)
- Hotel for the Holidays, regia di Ron Oliver (2022)
- The Strangers: Capitolo 1 (The Strangers: Chapter 1), regia di Renny Harlin (2024)
- The Strangers: Capitolo 2 (The Strangers - Chapter 2), regia di Renny Harlin (2025)

#### Televisione
- Mamma in un istante (Istant Mom) – serie TV, episodio 3x25 (2015)
- Riverdale – serie TV, 111 episodi (2017-2023)

### Doppiatrice
- I Simpson (The Simpsons) – serie animata, episodio 31x21 (2020)

### Video musicali
- Malibu di Kim Petras (2020)

## Riconoscimenti
- Teen Choice Award
  - 2017 – Choice Hissy Fit per Riverdale[18]
- MTV Movie & TV Awards
  - 2018 – Scene Stealer per Riverdale[19]

## Doppiatrici italiane
Nelle versioni in italiano delle opere in cui ha recitato, Madelaine Petsch è stata doppiata da:
- Giulia Franceschetti in Riverdale, La scelta del destino

Da doppiatrice è sostituita da:
- Monica Volpe in I Simpson